# From First to Last (album)
From First to Last è un album del gruppo musicale omonimo, pubblicato il 6 maggio 2008. Il disco ha raggiunto l'81ª posizione della classifica statunitense Billboard 200.

## Tracce
1. Two as One – 3:21
2. The Other Side – 3:41
3. Worlds Away – 4:03
4. We All Turn Back to Dust – 4:01
5. Medicinal Reality – 3:09
6. A Perfect Mess – 4:24
7. Tick Tick Tomorrow – 3:27
8. Deliverance! – 3:40
9. I Once Was Lost, But Now Am Profound – 3:39
10. Be-Headed (Marathon Man) – 3:43
11. In Memorium in Advance – 1:58

### Tracce bonus
Versione Hot Topic
1. Everything's Perfect – 2:47

Versione iTunes
1. Worlds Away (versione acustica) – 4:25

Versioni giapponese ed europea
1. Tick Tick Tomorrow (versione acustica) – 3:42

Versione giapponese
1. Medicinal Reality (versione acustica)

## Formazione
- Matt Good - voce, chitarra
- Travis Richter - scream, chitarra
- Matt Manning - basso
- Derek Bloom - batteria
- Chris Lent - synth

### Crediti[2]
- Kyle Crawford - direzione artistica, design
- Lee Dyess - violoncello, produttore, ingegneria del suono, missaggio
- Matt Good - produttore
- Ted Jensen - masterizzazione
- Brendan O'Brien - missaggio
- Thom Panunzio - A&R
- Ken Pattengale - tastiera, slide guitar
- Marcus Samperio - assistente ingegnere
- Jordan Schur - produttore esecutivo, A&R
- Tom Syrowski - assistente ingegnere
- Luke Walker - produttore vocale
- Ryan Williams - chitarra, tastiere, ingegneria del suono